# FV Germania Königshütte
FV Germania Königshütte was een Duitse voetbalclub uit Königshütte, het huidige Chorzów (woiwodschap Silezië).

## Geschiedenis
De club werd op 13 november 1939 opgericht nadat een vergadering van voetballiefhebbers plaatsvond in het hotel Grad Reden. Twee maanden eerder was Oost-Opper-Silezië na zeventien jaar Polen terug bij het Duitse Rijk gevoegd en werd de naam Chorzów terug veranderd in Königshütte. Voormalige leden van VfR Königshütte en diens opvolger AKS Chorzów waren op de vergadering aanwezig.
De nieuwe of heropgerichte clubs uit Oost-Opper-Silezië speelden al in een voetbalcompetitie. Aan het einde van het seizoen mochten Germania Königshütte en TuS Schwientochlowitz deelnemen aan een eindronde met eersteklassers Reichsbahn SG Gleiwitz en Sportfreunde Klausberg. Germania werd groepswinnaar en promoveerde zo naar de Gauliga Schlesien.
In de Gauliga streed de club al meteen mee voor de titel. Omdat de competitie niet helemaal afgewerkt was toen de nationale eindronde begon werd Vorwärts-RaSpo Gleiwitz, dat twee punten meer telde, naar de eindronde afgevaardigd. Germania won de laatste drie wedstrijden, en werd wel nog de officiële kampioen, al maakte Gleiwitz, het seizoen wel niet af. Om oorlogsredenen werd de Gauliga Schlesien opgeheven en verder onderverdeeld. De club ging nu in de Gauliga Oberschlesien spelen.

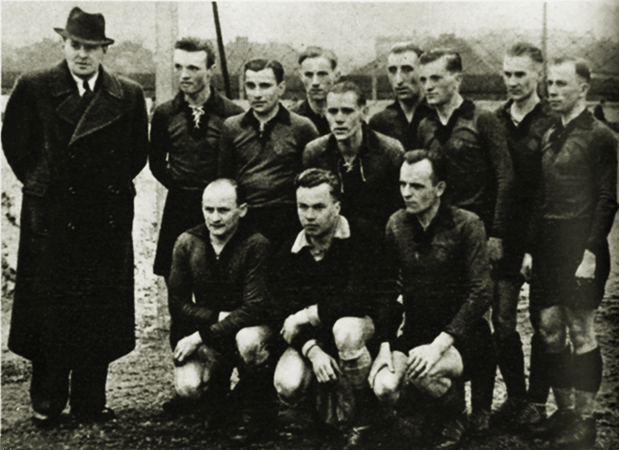
Kampioenenelftal 1941/42

De club werd meteen kampioen in de nieuwe Gauliga en plaatste zich zo voor de nationale eindronde, waarin ze in de eerste ronde een bye hadden. In de 1/8ste finale speelden ze tegen First Vienna FC 1894 en verloren met 1-0. Ook in 1943 werd de club kampioen, met wel zeven punten voorsprong op TuS Lipine. In de nationale eindronde verloor de club na verlengingen van LSV Reinecke Brieg.
In 1944 eindigde de club samen met TuS Lipine en Bismarckhütter SV 99 op de eerste plaats en speelde nog een extra ronde om de titel, waarin ze beide wedstrijden wonnen. In de nationale eindronde kreeg de club een 9-2 pak slaag van de latere landskampioen Dresdner SC. Het laatste seizoen van de Gauliga werd niet afgemaakt door het nakende einde van de Tweede Wereldoorlog. De club stond na zeven speeldagen voorlaatste.
Na de oorlog werd Silezië Pools en werden alle clubs ontbonden. AKS Chorzów werd heropgericht.

## Erelijst
Gauliga Schlesien
1941
Gauliga Oberschlesien

1942, 1943, 1944
Deelname aan de eindronde om de Duitse landstitel

1942, 1943, 1944